# کرسفید
کرسفید (تلمبه های کرسفید) روستایی در دهستان دهچاه در بخش مشکان شهرستان نی ریز در استان فارس است.

## موقعیت جغرافیایی
این روستا در مرز بین دو استان کرمان و فارس واقع شده است